# Brunneria subaptera
Brunneria subaptera är en bönsyrseart som beskrevs av Henri Saussure 1869. Brunneria subaptera ingår i släktet Brunneria och familjen Mantidae. Inga underarter finns listade i Catalogue of Life.